# 群速度

此圖示為深水表面的波的傳遞模式。紅色點點以相速度运动，綠色點點以群速度运动。在这个例子中，红点从左向右运动的过程中两次跨过绿点，相速約略為群速的两倍。
新的波看起來像是從一個波群的末尾處開始生成，振幅逐漸增大直至到達波群中間，然後再消失於波的前端。
對於水表面的重力波，大多數情況下群速度遠小於相速度。

實線是波包，虛線是波包的包絡。當波包傳播於空間時，包絡是群速度。

波的群速度（group velocity），或簡稱群速，是指波振幅外形上的變化（稱為波的「調變」或「波包」）在空間中所傳遞的速度。想象一下我们将一块石头投入一个平静的池塘中激起一个波浪，随即变成一个中心平静呈环形扩展的波环。这个正在扩展的波环为一组由不同传播速度的独立子波组成。波长较长的子波传播速度较快并消失在整组波的前缘。波长较短传播较慢的波随着整组波内缘的推进而消失。

## 定义和解释

### 定义
群速度通過下列方程式定義：
{\displaystyle v_{g}\equiv {\frac {\partial \omega }{\partial k}}}
其中，
vg是群速度
ω是波的角頻率
k是波數或波向量。
函數ω(k)將ω設為k的函數，被稱為色散關係。
- 如果ω正比於k，則群速度恰等於相速度，波形在传播过程中不会被扭曲。
- 如果ω与k呈线性关系，而不是正比关系（ω=ak+b），此时群速度和相速度不同。波包以群速度传播，但波包里的峰和谷以相速度传播。
- 如果ω与k不是呈线性关系，波包不是以单一速度传播，在行進中將會逐漸扭曲，这种扭曲与群速度有关。這樣的「群速度色散」在光纖中訊號的傳遞，以及短脈衝雷射的設計兩個課題上是個重要的效應。

### 物理意义
群速度常被認為是能量或資訊順著波動傳播的速度。多數情況下這是正確的，也因此群速度可被視為波形所帶有的訊號速度。然而，如果波行經過吸收性介質（absorptive medium），這種情況就不一定成立。舉例而言，可以設計實驗將雷射光脈衝送過特殊準備的物質，使得其群速度大大地超過真空中光速。然而訊號速度總是低於或等於光速，因此超光速通信是不可能。此外也可以將群速度減少到零，將脈衝停住，或者是得到負值的群速度，因為脈衝是以相反方向行進。

群速度與相速度方向相反的例子：图中群速度方向自左至右，相速度方向自右至左

群速度迥異於相速度的概念是首先由哈密頓於1839年提出，這方面完整的處理則出現在瑞利勳爵（Lord Rayleigh）的1877年的著作《聲理論》（Theory of Sound）中。

## 物質波群速度
愛因斯坦於1905年首先解釋光的波粒二象性。路易·德布羅意提出德布羅意假說指出任何粒子都應該表現出這樣的二元性。在他的看法，粒子的速度應該永遠等於相對應物質波的群速度。德布羅意想到：若為世所知的光的二元性方程式和其他粒子會是一樣的，則他的假說會成立。這表示：
{\displaystyle v_{g}={\frac {\partial \omega }{\partial k}}={\frac {\partial (E/\hbar )}{\partial (p/\hbar )}}={\frac {\partial E}{\partial p}}}
其中{\displaystyle E}是粒子總能，p是粒子動量，以及{\displaystyle \hbar }是約化普朗克常數。利用狹義相對論，我們會發現：
{\displaystyle v_{g}={\frac {\partial E}{\partial p}}={\frac {\partial }{\partial p}}\left({\sqrt {p^{2}c^{2}+m^{2}c^{4}}}\right)={\frac {pc^{2}}{\sqrt {p^{2}c^{2}+m^{2}c^{4}}}}={\frac {\gamma mvc^{2}}{\sqrt {{\gamma }^{2}m^{2}v^{2}c^{2}+m^{2}c^{4}}}}={\frac {\gamma vc}{\sqrt {{\gamma }^{2}v^{2}+c^{2}}}}=v}
其中m是靜質量，c是真空中光速，以及{\displaystyle \gamma }是勞侖茲因子。變數v是不考慮波動行為的粒子速度。量子力學很精準地證實了這項假說，而且這項關係已經在粒子被明顯展示，粒子大小甚至可以大到如一些分子。

## 外部連結
- （英文）Greg Egan提供了一個Java applet，見這個網址，說明群速度與相速度的顯著差異。
- （英文）Group and Phase Velocity （页面存档备份，存于） - Java applet，有可隨使用者調整的群速度與頻率。